# Bathygobius cocosensis
Bathygobius cocosensi es una especie de peces de la familia de los Gobiidae en el orden de los Perciformes.

## Morfología
Los machos pueden llegar a alcanzar los 10 cm de longitud total.

## Distribución geográfica
Se encuentra desde el África Oriental hasta las Islas Marquesas, las Tuamotu, el sur del Japón, el sur de la Gran Barrera de Coral y Micronesia (Islas Marianas e Marshall ).

## Observaciones
Es inofensivo para los humanos.